# David Moshe Razenbaum
David Moshe Razenbaum (n. 7 octombrie 1924, Sighetu Marmației, Maramureș, România – d. 1 iulie 1969, România) a fost un rabin hasidic româno-israelian, Rebbe al dinastiei hasidice Kretchnif. 
Razenbaum s-a născut în Sighet, în Regatul României. În al Doilea Război Mondial, tatăl său, Eliezer Zeev Razenbaum, a fost deportat de autoritățile maghiare la Auschwitz, unde a decedat. Astfel, la o vârstă fragedă, David a ajuns lider al dinastiei. La finalul războiului s-a stabilit la Sighet. În 1946, din cauza presiunilor exercitate de autoritățile comuniste, Razenbaum a emigrat în Israel, unde a refondat dinastia. În 1969, în timp ce se afla în vizită în România la mormintele strămișilor săi, rabinul s-a îmbolnăvit și a decedat, fiind înmormântat în Rehovot. Mii de oameni au participat la înmormântarea sa, iar mormântul său este vizitat de mulți pentru rugăciune și mântuire.